# Poliogryllus fuliginatus
Poliogryllus fuliginatus är en insektsart som först beskrevs av Lucien Chopard 1961.  Poliogryllus fuliginatus ingår i släktet Poliogryllus och familjen syrsor. Inga underarter finns listade i Catalogue of Life.